# بيتر رود
بيتر رود (بالدنماركية: Peter Rohde)‏ هو سباح دنماركي، ولد في 10 يناير 1965 في غلوستروب في الدنمارك.

## وصلات خارجية
- بيتر رود على موقع الاتحاد الدولي للسباحة (الإنجليزية)
- بيتر رود على موقع أوليمبيديا (الإنجليزية)